# アナウンサーのホンヨミ
『アナウンサーのホンヨミ』は、日本テレビで2011年10月6日から2012年3月29日まで放送された番宣バラエティ番組。
2011年10月6日 - 2011年10月27日は木曜日25:48 - 25:58に放送された。2011年11月3日からは木曜日25:08 - 25:18に放送されたが、2012年3月29日をもって放送終了。

## 概要
日本テレビの若手アナウンサーが日本テレビの週末のおすすめ番組を朗読形式で紹介する。

## 出演者
日本テレビの若手アナウンサーが交代で毎週2名出演する。

## 放送日・担当アナウンサー
| 回      | 放送日                        | 担当アナウンサー | 担当アナウンサー |
| ------- | ----------------------------- | ---------------- | ---------------- |
| 1・2    | 2011年10月6日・10月13日       | 葉山エレーヌ     | 水卜麻美         |
| 3・4    | 2011年10月20日・10月27日      | 松尾英里子       | 水卜麻美         |
| 5・6    | 2011年11月3日・11月10日       | 上重聡           | 水卜麻美         |
| 7・8    | 2011年11月17日・11月24日      | 田中毅           | 水卜麻美         |
| 9・10   | 2011年12月1日・12月8日        | 田辺研一郎       | 水卜麻美         |
| 11 - 14 | 2011年12月15日 - 2012年1月5日 | 豊田順子         | 水卜麻美         |
| 15・16  | 2012年1月12日・1月19日        | 葉山エレーヌ     | 水卜麻美         |
| 17・18  | 2012年1月26日・2月2日         | 豊田順子         | 水卜麻美         |
| 19・20  | 2012年2月9日・2月16日         | 葉山エレーヌ     | 水卜麻美         |
| 21 - 24 | 2012年2月23日 - 3月15日       | 松尾英里子       | 水卜麻美         |
| 25      | 2012年3月22日                 | 葉山エレーヌ     | 水卜麻美         |
| 26      | 2012年3月29日                 | -                | 水卜麻美         |

## スタッフ
- 構成：ガッツ
- ディレクター：小笠原剛
- 演出：石田一利
- チーフプロデューサー：杉山克美
- プロデューサー：三瓶篤樹、上野尚偉
- 制作協力：AX-ON
- 製作著作：日本テレビ